# 1971 في بلجيكا
فيما يلي قوائم الأحداث التي وقعت خلال عام 1971 في بلجيكا.

## رياضة
- 1 يناير – طواف فلاندرز 1971

## مواليد

### مارس
- 1 مارس – ديك نورمان لاعب كرة مضرب بلجيكي.
- 5 مارس – فيليب ميرهايغي

### أبريل
- 7 أبريل – فرانكي فاندندريشه لاعب كرة قدم بلجيكي.

### يوليو
- 17 يوليو – نيكو ماتان درّاج طريق بلجيكي.

### أغسطس
- 3 أغسطس – باسكال رينييه لاعب كرة قدم بلجيكي.
- 22 أغسطس – غلين دي بوك لاعب كرة قدم بلجيكي.

### سبتمبر
- 2 سبتمبر – توم ستيلز
- 24 سبتمبر – كورت فان دي

### أكتوبر
- 5 أكتوبر – بيرتراند كراسون لاعب كرة قدم بلجيكي.
- 16 أكتوبر – غيرت دي فليغر لاعب كرة قدم بلجيكي.

## وفيات

### يناير
- 16 يناير – فيليب تيس (مواليد 1890) درّاج طريق بلجيكي.

### فبراير
- 17 فبراير – تشارلز منير (مواليد 1903) درّاج طريق بلجيكي.

### مارس
- 15 مارس – جان بيير مونسري (مواليد 1948) درّاج طريق بلجيكي.